# Notació de Voigt

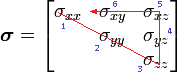
Notació de Voigt per una matriu simètrica 3x3.

S'anomena notació de Voigt al conveni que permet reduir el nombre d'índexs usats per descriure un tensor simètric. Aquesta notació permet, en particular, representar en forma matricial tensors d'ordre 3, com el tensor piezoelècric, o d'ordre 4 com el tensor del mòduls elàstics. Aquesta notació deu el seu nom a Woldemar Voigt que la va elaborar.

## Principi i exemple
El principi de la notació de Voigt s'il·lustra en el cas de tensors simètrics de rang 2, com el tensor de tensions o el tensor deformació. Es representa el tensor amb una matriu simètrica 3x3:
{\displaystyle \left({\begin{array}{c c c}a_{11}&a_{12}&a_{13}\\a_{21}&a_{22}&a_{23}\\a_{31}&a_{32}&a_{33}\\\end{array}}\right)}
Aquesta matriu conté 9 coeficients, dels quals només 6 són independents. La matriu donada amb els 6 coeficients representa, doncs, el tensor completament. Es reordena els índexs repetits en un de sol segons el conveni:
{\displaystyle {\begin{aligned}11\longrightarrow 1\qquad \qquad 32\ \mathrm {o} \ 23\longrightarrow 4\\22\longrightarrow 2\qquad \qquad 31\ \mathrm {o} \ 13\longrightarrow 5\\33\longrightarrow 3\qquad \qquad 21\ \mathrm {o} \ 12\longrightarrow 6\\\end{aligned}}}
Tanmateix, no es pot simplement substituir els índexs pels índexs contrets. Per tal de guardar una representació coherent amb les propietats físiques, cal introduir alguns factors multiplicatius. Això es pot evidenciar amb un exemple. Es considera la llei de Hooke que relaciona el tensor deformació {\displaystyle \varepsilon _{ij}} amb el tensor de tensions {\displaystyle \sigma _{kl}} a través d'un tensor de mòduls elàstics {\displaystyle C_{ijkl}} :
{\displaystyle \sigma _{ij}=C_{ijkl}\,\varepsilon _{kl}}
S'eescriurà doncs, per exemple per {\displaystyle \sigma _{13}} :
{\displaystyle {\begin{aligned}\sigma _{13}=&\quad C_{1311}\,\varepsilon _{11}+C_{1322}\,\varepsilon _{22}+C_{1333}\,\varepsilon _{33}\\&+\underbrace {C_{1332}\,\varepsilon _{32}+C_{1323}\,\varepsilon _{23}} _{\displaystyle 2C_{1332}\,\varepsilon _{32}}+\underbrace {C_{1331}\,\varepsilon _{31}+C_{1313}\,\varepsilon _{13}} _{\displaystyle 2C_{1331}\,\varepsilon _{31}}+\underbrace {C_{1312}\,\varepsilon _{12}+C_{1321}\,\varepsilon _{21}} _{\displaystyle 2C_{1321}\,\varepsilon _{21}}\\\end{aligned}}}
És, doncs, necessari tenir en compte aquests coeficients 2 a l'hora d'escriure aquesta relació mitjançant els índexs contrets:
{\displaystyle \sigma _{5}=C_{51}\,\varepsilon _{1}+C_{52}\,\varepsilon _{2}+C_{53}\,\varepsilon _{3}+C_{54}\,\varepsilon _{4}+C_{55}\,\varepsilon _{5}+C_{56}\,\varepsilon _{6}}
En aquest cas, aquest coeficient 2 s'integra per conveni en la definició del tensor deformació, de tal manera que es passa de la notació completa a la notació de Voigt a través de les relacions següents, on es noten els índexs cotrets per lletres gregues.
{\displaystyle {\begin{aligned}\sigma _{\alpha }&=\sigma _{ij}\\C_{\alpha \beta }&=C_{ijkl}\\\varepsilon _{\alpha }&=\varepsilon _{ij}\ \mathrm {pour} \ \alpha =1,2,3\\&=2\,\varepsilon _{ij}\ \mathrm {pour} \ \alpha =4,5,6\\\end{aligned}}}

## Casos usuals
La taula següent mostra els casos usuals d'ús de la notació de Voigt: 
| Tensor deformació                                                                | {\displaystyle \varepsilon _{\alpha }=2^{p}\,\varepsilon _{ij}}                                                                                                   |
| Tensor de tensions                                                               | {\displaystyle \sigma _{\alpha }=\sigma _{ij}~} |
| Tensors piezoelèctrics                                                           | {\displaystyle d_{i\alpha }=2^{p}\,d_{i(jk)}\quad ;\quad e_{i\alpha }=e_{i(jk)}} {\displaystyle g_{i\alpha }=2^{p}\,g_{i(jk)}\quad ;\quad h_{i\alpha }=h_{i(jk)}} |
| Tensor de constants elàstiques                                                   | {\displaystyle C_{\alpha \beta }=C_{(ij)(kl)}~} |
| Tensor de compliàncices elàstiques                                               | {\displaystyle S_{\alpha \beta }=2^{p}\,S_{(ij)(kl)}} |
| Per cada cop, {\displaystyle p} és el nombre d'índexs contrets iguals a 4, 5 o 6 | |